# ألين بايلي

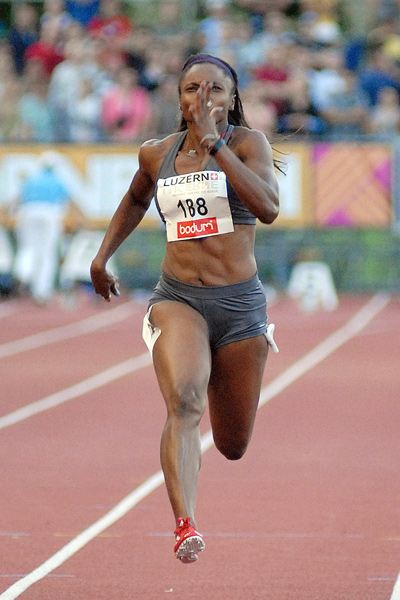
بايلي في سنة 2012

ألين ماي بايلي (بالإنجليزية: Aleen May Bailey)‏ هي عداءة مسافات قصيرة جامايكية ولدت في يوم 25 نوفمبر 1980 في سانت ماري في جمايكا، أبرز إنجازاتها هو فوزها بالميدالية الذهبية في سباق 4×100 تتابع مع الفريق الجمايكي في دورة الألعاب الأولمبية الصيفية 2004 في أثينا، كما فازت مع الفريق بالميدالية الذهبية في بطولة العالم لألعاب القوى 2009 في برلين والميدالية الفضية في بطولة العالم لألعاب القوى 2005 في هلسنكي والميدالية البرونزية في بطولة العالم لألعاب القوى 1999 في إشبيلية.

## روابط خارجية
- ألين بايلي على موقع الاتحاد الدولي لألعاب القوى (الإنجليزية)
- ألين بايلي على موقع الدوري الماسي (الإنجليزية)
- ألين بايلي على موقع اللجنة الأولمبية الدولية (الإنجليزية)
- ألين بايلي على موقع أوليمبيديا (الإنجليزية)